# Prerrevolución francesa

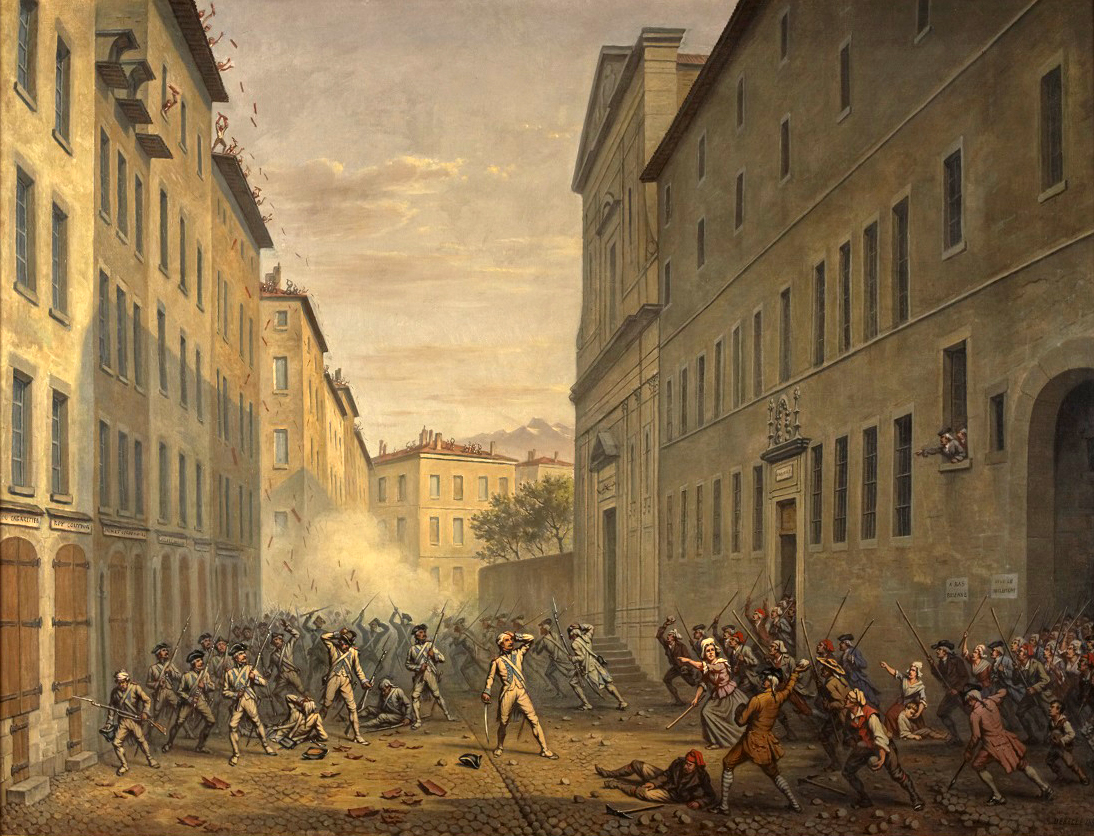
Jornada de las Tejas (Journée des Tuiles) el 7 de junio de 1788 en Grenoble (Delfinado): una de las revueltas que marcaron la pugna entre los parlamentos provinciales y los ministros de Luis XVI, en el período llamado «prerrevolución». Óleo de Alexandre Debelle, 1889 (Museo de la Revolución francesa).

La prerrevolución francesa es una expresión historiográfica utilizada por algunos historiadores de la Revolución francesa para designar los conflictos políticos que se desarrollaron en los años 1787 y 1788, y que inmediatamente precedieron la Revolución Francesa.
La expresión se suele emplear en el sentido que le da el historiador modernista Jean Égret en su obra La Prérévolution française (1787-1788), publicada en 1962. La aplica a la rebelión de la nobleza y de los parlamentos provinciales contra los intentos de los ministros de Luis XVI, Calonne y Loménie de Brienne, de imponer en 1787-1788 una reforma del sistema judicial y medidas destinadas a resolver la crisis financiera del reino. Este bloqueo de la aristocracia obligará al gobierno del Rey a convocar los Estados Generales de 1789.
La expresión no tiene un uso generalizado entre los historiadores, y algunos como Jacques Godechot, Albert Mathiez, Georges Lefebvre, Albert Soboul y Michel Vovelle prefieren utilizar las expresiones «rebelión nobiliaria o de la aristocracia», «revolución aristocrática», «reacción nobiliaria o aristocrática».
Este concepto es próximo pero no sinónimo ni de « Causas de la Revolución Francesa» ni de « Entorno donde se gesta la Revolución Francesa», aunque de una manera u otra los tres aluden a los eventos y situaciones que se vivieron antes del inicio de la Revolución Francesa. La «prerrevolución» o «reacción nobiliaria» es uno de los aspectos de la crisis institucional que afecta al Antiguo Régimen francés, y al provocar la hostilidad del campesinado y de la burguesía contribuyó a la creación del clima prerrevolucionario. Específicamente, las principales causas o cuestiones desencadenantes de la Revolución Francesa fueron: revoluciones inglesa y americana; ideas nuevas del siglo de las luces reflejadas en la Encyclopédie de Denis Diderot y Jean d’Alembert; crisis institucional; crisis moral; crisis social; crisis religiosa; crisis financiera.
La «prerrevolución francesa» pertenece también al «entorno donde se gestó la Revolución Francesa», pues en este último caso se incluyen las situaciones y los hechos próximos y más marcantes, que impulsaron y provocaron la Revolución Francesa en los 20 años previos, como la crisis financiera 1770-1787 y la convocatoria a los Estados Generales de 1789.